# Rostkappen-Grundtyrann
Der Rostkappen-Grundtyrann (Muscisaxicola albilora) oder manchmal auch Rotkäpchentyrann ist eine Vogelart aus der Familie der Tyrannen (Tyrannidae). Die Art hat ein großes Verbreitungsgebiet, das die südamerikanischen Länder Argentinien, Chile, Bolivien, Peru, Ecuador und Kolumbien sowie die Falklandinseln umfasst. Der Bestand wird von der IUCN als nicht gefährdet (Least Concern) eingeschätzt.

## Merkmale
Der Rostkappen-Grundtyrann erreicht eine Körperlänge von etwa 17 bis 17,5 Zentimetern. Die Stirn ist braun und hat am Hinterscheitel eine breite gelbbraune Färbung. Der Rücken ist graubraun bis braun. Die Unterseite ziert ein mattes bleiches Grau, welches am Steiß weißlich wird. Die Flügel sind nur schwach hell gesäumt. Der weiße Überaugenstreif wird hinter dem Auge grau.
Bei Jungvögeln ist der gesamte Scheitel braun. Die Schirmfedern, die mittleren und großen Flügeldecken ziert ein dünner, matter, rötlicher Saum.

## Verbreitung und Lebensraum
Rostkappen-Grundtyrannen brüten an steinigen, kargen, nahezu vegetationslosen Hängen in der Nähe von übersichtlichen, wasserführenden Tälern. Im Winter findet man sie oft in Sumpfgebieten und in der Nähe von Seen. Sie brüten im Sommer in Höhen von 1500 bis 2500 Metern auf der chilenischen Seite des Aconcagua bis in die Provinz Magallanes. Im benachbarten Argentinien brüten sie von der Provinz  Neuquén bis Santa Cruz und isoliert in der Hochebene von Somuncurá in der Provinz Río Negro. Im Winter ziehen sie in Höhen zwischen 3000 und 4000 Meter nach Bolivien, Peru, Ecuador und bis ins Departamento Nariño in Kolumbien. Besonders in Peru sind sie im Winter von April bis Oktober sehr häufig anzutreffen. In Ecuador gelten sie eher als seltene Migranten, kommen aber bis  Pichincha nahe dem Vulkan Pichincha vor. Der Ornithologe Bernardo Ortiz von Halle hat sie 1990 erstmals auf der kolumbianischen Insel Gorgona nachgewiesen.

## Verhalten
Die Rostkappen-Grundtyrannen sind Einzelgänger und schließen sich nur auf dem Zug zu losen Gruppen zusammen. Während der Balz in der Luft steigt sie mit baumelnden Füßen und gespreiztem Schwanz langsam auf und stürzen sich dann zu Boden. Das Ganze geschieht relativ ruhig. Während ihrer Revierkämpfe heben sie drohend einen oder beide Flügel, entfachen den Schwanz und stellen den Hinterscheitel auf. Gelegentlich biegen sie dabei auch ihren Körper durch. Wenn sie sehr aggressiv auftreten, dann sieht man sie flügelschlagend in der Luft, wobei der Schwanz ebenfalls aufgefächert ist.

## Etymologie und Forschungsgeschichte
Frédéric de Lafresnaye hatte das Typusexemplar zu seiner Erstbeschreibung vom Naturalienhändler Charles Parzudaki (1806–1889) oder dessen Stiefsohn François Charles Émile Fauqueux-Parzudaki (1829–1899) gekauft. Parzudaki hatte den Balg wiederum aus Chile erhalten.
Das Wort Muscisaxicola setzt sich aus den lateinischen Worten »muscicapa« und »Saxicola« zusammen. »Muscicapa«  setzt sich wiederum aus »musca« für »Fliege« und »capere« für »fangen« zusammen und bedeutet somit »Fliegenfänger«. Auch  »Saxicola« besteht aus den Worten »saxum« für »Stein, Fels« und »cola« für »Einwohner«. Das Artepitheton albilora stammt ebenfalls aus dem Lateinischen und setzt sich aus »albus« für »weiß« und »lorus, lorum« für »Steifen«  zusammen.